# Sten Jernberg

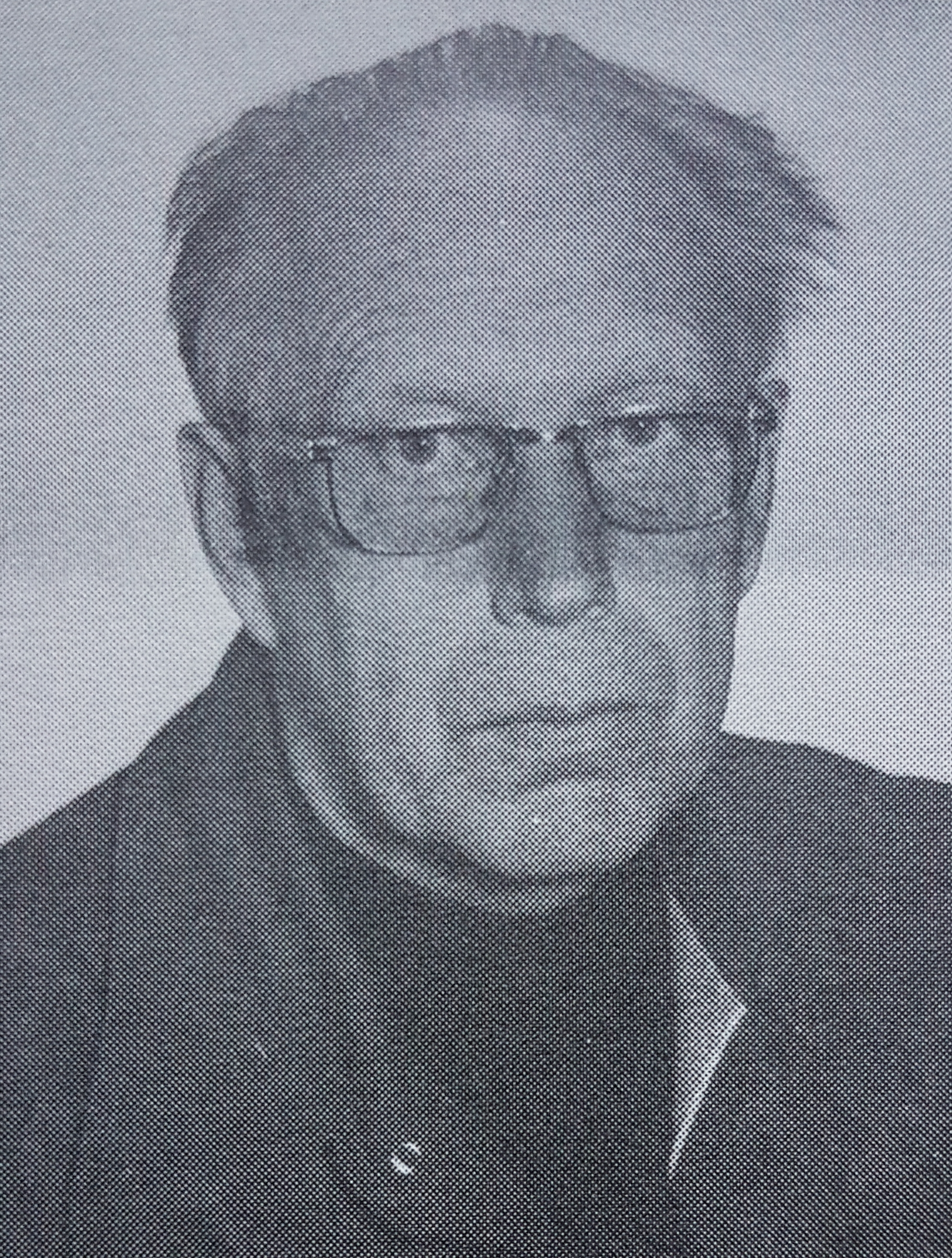
Sten Jernberg

Sten Jernberg även Järnberg, född 29 mars 1915 i Gustav Adolfs församling, Hagfors, död  19 april 1985 i Hagfors församling, var en svensk målare, tecknare och teckningslärare.
Jernberg studerade vid Börje Hovedskous målarskola i Göteborg och för Harald Isenstein i Köpenhamn. Han har deltagit i flera samlingsutställningar och separat har han ställt ut i Hagfors och på Värmlands museum.
Som konstnär har han sökt sina motiv i ett kargt och mänskotomt landskap, figurmotiv samt stilleben. Vid sidan av det egna skapandet och sin tjänst som teckningslärare i Munkfors och Hagfors har han lett konstkurser i ABF:s regi.
Jernberg är representerad på Värmlands museum, Statens konstråd och Statskontoret i Örebro.